# 운주당지구
운주당지구(運籌堂地區)는 제주특별자치도 제주시 일도1동에 있는, 조선시대 군사지휘소였던 운주당(運籌堂)이 위치했을 것으로 추정되는 곳이자, 근현대 항일운동가이자 사회사업가였던 고수선(高守善)이 살았던 집터이다. 2019년 10월 1일 제주특별자치도의 향토유산 제26호로 지정되었다.

## 지정 사유
해당 부지는 2015년과 2017년 두 차례에 걸친 발굴조사 및 문헌조사 결과, 1568년(선조 1) 제주목사 곽흘이 제주성 동남쪽 모퉁이 높은 언덕에 축조한 장대(將臺)로, 유사시 또는 군사훈련 시 성내 군사들을 지휘하기 위한 군사지휘소였던 운주당(運籌堂)이 위치했을 것으로 추정되는 곳이자, 근현대 항일운동가이자 사회사업가였던 고수선(高守善)이 살았던 집터였음이 밝혀진 곳이다.
발굴조사 결과 확인된 건물지(고수선의 고택)에 사용된 다수의 기단석과 초석, 상당한 숫자의 기와 등의 자재들은 조선시대 제주목 관아 건물의 것과 유사하거나, 동일한 규모와 형태, 문양 등을 띄고 있음에 따라 해당 부지 내 위치했던 관아 건물인 운주당의 것이 재사용되었을 것으로 보여진다.
특히 ｢운주당지구｣ 내 출토유물 중에는 제주목 관아 및 영주관 객사터를 비롯한 제주읍성, 제주향교 대성전 등의 발굴조사에서 확인된 성문거교군(城門擧橋軍)이 근무했던 수성소(守成所)가 적힌 ｢守城所壬申二月日｣이라는 명문기와가 동일하게 확인되고 있다. 
조선시대 제주성(濟州城) 내 군사지휘소 겸 적의 동태를 살피기 위해 축조한 누대(樓臺)인 운주당(運籌堂)이 위치했을 것으로 추정되는 곳으로, 당시 군사요충지로서 역사적 장소성의 지닌 가치가 크므로, 해당 부지를 ｢운주당지구｣로 명명, 향토유형유산으로 지정하여 전승할 가치가 있다.

## 같이 보기
- 고수선